# Gustaf Otto Stenbock
Gustaf Otto Stenbock, švedski admiral, * 7. avgust 1614, Torpa, † 24. september 1685.